# 고정식 (야구인)
고정식(高丁植, 1965년 6월 14일 ~ )은 전 KBO 리그 롯데 자이언츠의 포수이자, 현 중앙대학교 야구부의 감독이다.

## 선수 시절

### 롯데 자이언츠시절
1988년에 입단하였다.

## 야구선수 은퇴 후
SK 와이번스, LG 트윈스, 두산 베어스, 롯데 자이언츠 등 여러 팀에서 주로 배터리코치로 활동했고, 2012년부터 중앙대학교 야구부의 감독으로 활동했다.

## 출신 학교
- 서울봉천초등학교
- 배문중학교
- 배문고등학교(전학) → 서울고등학교
- 중앙대학교 경영학과